# Wang Yeu-tzuoo
Pour les articles homonymes, voir Wang.
Dans ce nom chinois, le nom de famille, Wang, précède le nom personnel.
Wang Yeu-tzuoo, également connu sous le nom de Jimmy Wang, né le 8 février 1985 en Arabie saoudite, est un joueur de tennis de Taïwan, professionnel depuis 2001.
Il a été membre de l'équipe de Taïwan de Coupe Davis. Il a été absent sur le circuit toute la saison 2009.

## Début de carrière
En 2006, il élimine Mariano Zabaleta à l'Open d'Australie 6-2 7-5 4-1 ab au 1e tour,avant d'être sorti par la tête de série numéro 26, Jarkko Nieminen. En double mixte, il s'associe à Li Na mais sont éliminés dès le premier tour. Lors du tournoi de San Jose, il élimine James Blake mais ne peut rien au tour suivant face à Andy Murray. À Wimbledon il bat Oliver Marach, mais se fait éliminer par James Blake au second tour. À l'US Open, il est éliminé 6-4 6-1 6-0 par Roger Federer au premier tour. Il joue en double avec Novak Djokovic, ils sont éliminés par la paire suédoise Thomas Johansson -  Robert Lindstedt (6-4 6-2). En 2007, il réitère son parcours à Wimbledon en éliminant Igor Kunitsyn au premier tour mais est éliminé par Jonas Björkman. 
Il ne fait pas de tournois ni ATP ni ITF entre 2007 et 2011.

### 2011 - 2014: Retour dans les compétitions et bons résultats sur le circuit secondaire
Il revient lors du tournoi de Newport, il passe le premier tour éliminant Igor Kunitsyn mais étant sorti au tour suivant face à Édouard Roger-Vasselin.
Il entame l'année 2012 par une élimination à Wimbledon face à Fernando Verdasco au premier tour. Mais il passe un tour sur un score de 7-6 6-7 6-1 6-4 face à Ivo Karlović. Il sera sorti au tour suivant face à Gilles Simon sur un score de 6-4 4-6 6-4 6-4. À  Kuala Lumpur, il repasse un tour face à Riccardo Ghedin sur un double 6-3. Il sera sorti par Juan Mónaco sur un score de 6-4 7-5. Passant par la suite rarement le 1er tour, il se consacre alors un peu plus sur le circuit challenger.
L'année suivante, à Leon (Mexique), il effectue un parcours prometteur. Il élimine coup sur coup Andrej Martin (6-4 6-2), puis Samuel Groth (3-6 6-1 7-5), puis il vient à bout de John Millman (6-2 3-6 6-1). Il élimine Dudi Sela en demi-finale sur un score de 3-6 6-1 6-4. Mais son parcours se stoppe à ce niveau face à Donald Young sur un double 6-2. Par la suite, il lui faut attendre Busan pour éliminer Marco Chiudinelli, Hiroki Moriya et Zhang Ze. Il sera éliminé par Dudi Sela en demi-finale. 
Lors de Wimbledon, il passe les phases qualificatives, puis élimine Wayne Odesnik au premier tour mais sera ensuite éliminé par Tommy Haas (tête de série numéro 13). 
Entre 2012 et 2014, il compte un bon nombre de victoires sur le circuit secondaire comme à Yokohama face à Yuichi Sugita, Chung Hyeon à Busan ou encore lors de phases qualificatives comme face à Daniel Evans pour l'US Open 2014.
Son plus beau parcours en majeur fut justement en 2014. À Wimbledon, il élimine Thomas Fabbiano, puis Zhang Ze.et Frank Dancevic pour intégrer le tableau principal. Là, il continue sur sa lancée en venant à bout de Alejandro González (6-3 6-3 6-2) et il élimine ensuite la 17e tête de série à la surprise générale Mikhail Youzhny (7-6 6-2 6-7 6-3). Jo-Wilfried Tsonga mettra fin à son parcours sur un score de 6-2 6-2 7-5. On note une victoire de taille en 2014, il bat Cem Ilkel, mais surtout Alexander Zverev (6-4 4-6 6-3) lors du challenger à Istanbul.

### 2015 - 2021: Quelques résultats sur le circuit secondaire
Entre 2014 et 2018, il est présent surtout sur le circuit secondaire, Il obtient quelques victoires de taille comme face à Ramkumar Ramanathan à Taipei ou Kwon Soon-woo à Séoul en 2015 au premier tour, mais Lee Duck-hee l'éliminera par la suite. Il passera enfin le second tour à Kaohsiung, où il passe deux tours face à Matthew Ebden (6-2 6-7 6-0), Marco Trungelliti (7-5 6-2). Il se fera éliminer  par Yuki Bhambri (6-4 6-2). Il réitère son parcours à Suzhou. Il y élimine GaoXin (3-6 6-2 6-1) et Zhang Ze (2-6 6-3 6-3). C'est Thomas Fabbiano qui l'élimine en trois sets. En 2016, les résultats restent mitigés. Il lui faut attendre New Delhi pour passer deux tours face à N Vijay Sundar Prashanth, Ti Chen; mais il échoue face à Flavio Cipolla au troisième tour. À Kyoto, il élimine aussi deux joueurs Ken Onishi et Shuichi Sekiguchi avant de se faire éliminer par Yuya Kibi. En 2017, la saison est très décevante, ne relatant qu'un seul match gagné à domicile (challenger de Taipei) contre Alexander Kudryavtsev. Entre avril 2017 et  fin 2021 il ne fait aucun match que ce soit en tournois ATP ou challenger.

## Palmarès

### Titre en simple
Aucun

### Finale en simple
Aucune

### Titre en double
Aucun

### Finale en double
Aucune

## Parcours dans les tournois duGrand Chelem

### En simple
| Année | Open d'Australie | Open d'Australie | Internationaux de France | Internationaux de France | Wimbledon       | Wimbledon    | US Open         | US Open    |
| ----- | ---------------- | ---------------- | ------------------------ | ------------------------ | --------------- | ------------ | --------------- | ---------- |
| 2004  | —                | —                | —                        | —                        | 1er tour (1/64) | A. Roddick   | —               | —          |
| 2005  | 1er tour (1/64)  | T. Zíb           | —                        | —                        | —               | —            | —               | —          |
| 2006  | 2e tour (1/32)   | J. Nieminen      | 1er tour (1/64)          | R. Gasquet               | 2e tour (1/32)  | J. Blake     | 1er tour (1/64) | R. Federer |
| 2007  | —                | —                | —                        | —                        | 2e tour (1/32)  | J. Björkman  | —               | —          |
| 2008  | —                | —                | —                        | —                        | —               | —            | —               | —          |
| 2009  | —                | —                | —                        | —                        | —               | —            | —               | —          |
| 2010  | —                | —                | —                        | —                        | —               | —            | —               | —          |
| 2011  | —                | —                | —                        | —                        | —               | —            | —               | —          |
| 2012  | —                | —                | —                        | —                        | 1er tour (1/64) | F. Verdasco  | 2e tour (1/32)  | G. Simon   |
| 2013  | —                | —                | —                        | —                        | 2e tour (1/32)  | T. Haas      | —               | —          |
| 2014  | 1er tour (1/64)  | Lu Yen-hsun      | —                        | —                        | 3e tour (1/16)  | J.-W. Tsonga | —               | —          |
| 2015  | 1er tour (1/64)  | J. Isner         | —                        | —                        | —               | —            | —               | —          |

N.B. : à droite du résultat se trouve le nom de l'ultime adversaire.

### En double
| Année | Open d'Australie             | Open d'Australie     | Internationaux de France | Internationaux de France | Wimbledon | Wimbledon | US Open                     | US Open                   |
| ----- | ---------------------------- | -------------------- | ------------------------ | ------------------------ | --------- | --------- | --------------------------- | ------------------------- |
| 2006  | —                            | —                    | —                        | —                        | —         | —         | 1er tour (1/32) N. Djokovic | T. Johansson R. Lindstedt |
| 2007  | —                            | —                    | —                        | —                        | —         | —         | —                           | —                         |
| 2008  | —                            | —                    | —                        | —                        | —         | —         | —                           | —                         |
| 2009  | —                            | —                    | —                        | —                        | —         | —         | —                           | —                         |
| 2010  | —                            | —                    | —                        | —                        | —         | —         | —                           | —                         |
| 2011  | —                            | —                    | —                        | —                        | —         | —         | —                           | —                         |
| 2012  | —                            | —                    | —                        | —                        | —         | —         | —                           | —                         |
| 2013  | 1er tour (1/32) D. Udomchoke | J. S. Cabal R. Farah | —                        | —                        | —         | —         | —                           | —                         |

N.B. : le nom du ou de la partenaire se trouve sous le résultat ; le nom des ultimes adversaires se trouve à droite.

## Parcours dans lesMasters 1000
| Année | Indian Wells | Miami              | Monte-Carlo | Madrid | Rome | Canada | Cincinnati | Shanghai | Paris |
| ----- | ------------ | ------------------ | ----------- | ------ | ---- | ------ | ---------- | -------- | ----- |
| 2014  | —            | 1er tour A. Bedene | —           | —      | —    | —      | —          | —        | —     |

N.B. : sous le résultat se trouve le nom de l’ultime adversaire.